# Masakry v Paracuellos de Jarama

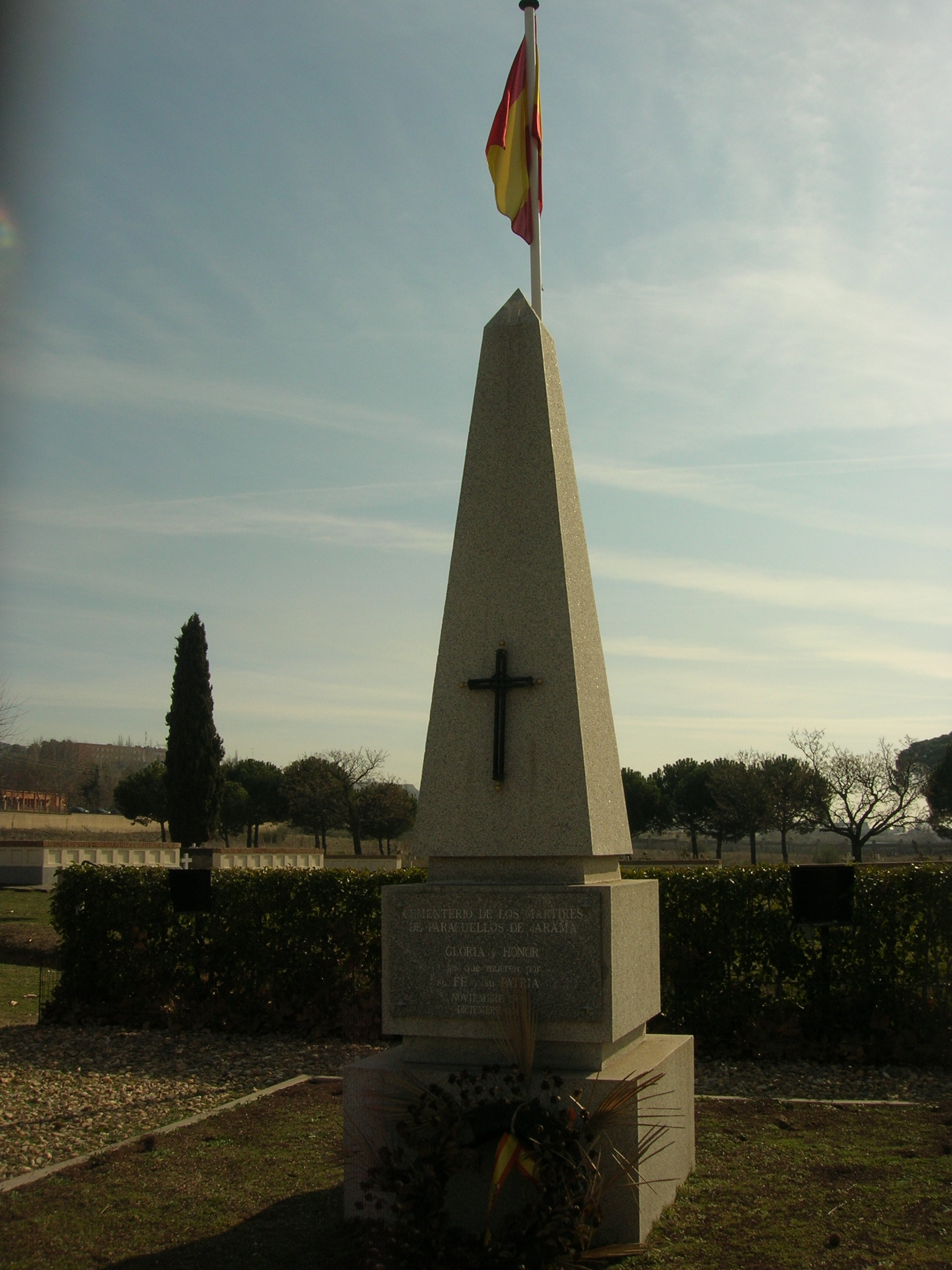
Cementerio de los Mártires de Paracuellos de Jarama. Nápis na pomníku: „GLORIA Y HONOR A los que mueren por su FE y su PATRIA“ (1936)

Masakry v Paracuellos de Jarama (španělsky Matanzas de Paracuellos) představují sérii masových poprav, které uspořádali španělští republikáni v listopadu a prosinci 1936 v Paracuellos de Jarama. Nejčastější odhady mluví o dvou až čtyřech tisících povražděných odpůrcích a kriticích republikánského Španělska.
Mezi nejznámější oběti patří např. dramatik Pedro Muñoz Seca, exministr Federico Salmón a admirál Mateo García de los Reyes.